# 松井つね

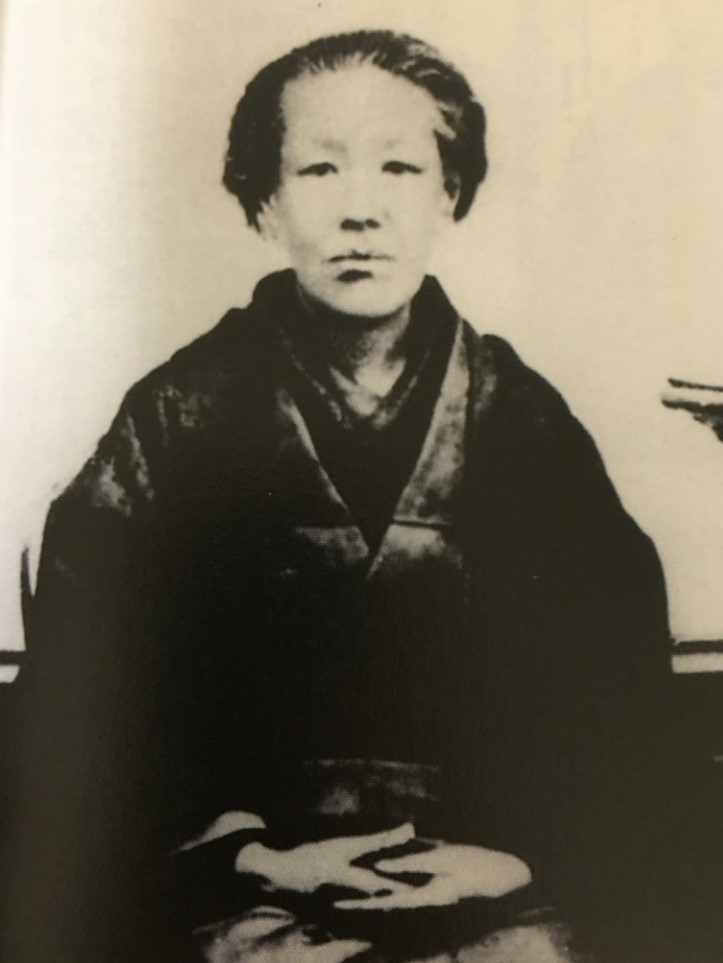
松井つね

松井 つね（まつい つね、天保8年9月10日（1837年10月9日） - 明治25年（1892年7月20日）は、江戸時代末期（幕末）から明治にかけての女性。新選組局長近藤勇の正妻。

## 生涯
天保8年（1837年）、清水徳川家の家臣・松井八十五郎の長女として生まれる。
万延元年（1860年）3月29日、天然理心流次期4代目である近藤勇と見合い結婚する。近藤は武蔵国多摩郡上石原村（東京都調布市）の百姓・宮川久次郎の三男で、嘉永元年（1848年）に江戸牛込の天然理心流道場である試衛場（試衛館）の近藤周助に入門し、翌嘉永2年10月19日に周助の養子となる。文久2年（1862年）に長女たまを出産した。
文久3年（1863年）、試衛場を継いでいた勇は浪士組として上洛し新選組を結成したが、京都政局において活躍し会津藩預かりの幕臣となる。戊辰戦争のさなか慶応4年（1868年）に幕府軍艦に乗艦して江戸へ戻り、隊を再編して再起を図るが、同年4月に下総国流山（千葉県流山市）において新政府軍により捕縛され、処刑される。
つねは娘・たま（6歳）と、その許嫁である宮川勇五郎（17歳）と共に本郷村成願寺に身を隠す。明治維新後は義兄（勇の兄）・宮川音五郎のもとへ身を寄せた。明治25年（1892年）、死去。

## 逸話
- あまり器量が良くなく、勇によれば、「男だらけの新選組が美人に現を抜かすことがあっても、つねが相手ならば現を抜かすことは絶対にない」という理由だからこそ妻に選んだらしい。勇が上洛したため留守宅を任されたが、よく義兄・音五郎に愚痴を綴った手紙を書いていたという。勇が処刑された後、家族らに再婚を勧められるも断り続け、自殺を図ったことも何度かあったといわれる。
- 勇が試衛館で道場をやっていた頃、勇のために髑髏の刺繍をほどこした稽古着が小島資料館に現存している。
- 鳥羽・伏見の戦いに敗れ、江戸へ海路帰還する事になった勇は船中榎本対馬に向かって、「京都へ行く時はもう二度と妻子には会うまいと決心していたものを、今こうして帰る事になって妻子に会えるかと思うと嬉しいような気持ちです。まったくお恥ずかしい」と語りそれに対して榎本は｢いやあ近藤さん。それが人間の情と云うものです。こうした心を持たない人間はただの獣に過ぎません。｣と返したという。また、この時に土産として銀の指輪をつねへ渡した事が伝わっているが、現存はしていない。